# Zhang Sipeng
Zhang Sipeng (en xinès: 张思鹏) (Haidian, Pequín, Xina, nascut el 14 de maig de 1987) és un futbolista xinès. Juga com a porter cedit al Beijing Yitong Kuche.

## Carrera futbolística
En 2007 Zhang Sipeng va començar la seva carrera futbolística professional al Beijing Guoan de la Superlliga de la Xina. Es va convertir ràpidament en titular de l'equip en la seva primera lliga en l'equip i ha sempre ha jugat suplent de Yang Zhi, porter de primera elecció. Faria finalment el seu debut de lliga pel Beijing el 13 de juny de 2009 en un partit davant el Tianjin Teda F.C. que va veure guanyar al Beijing 1-0.